# Pirassunungoleptes calcaratus
Pirassunungoleptes calcaratus is een hooiwagen uit de familie Zalmoxioidae.